# Aplassoderinus
Aplassoderinus es un género de coleópteros curculionoideos de la familia Attelabidae. Habita en África (Kenia, Tanzania y Zaire). Legalov creó el género en 2007 al describir su especie tipo (Aplassoderinus zairicus). Posteriormente se recolocaron en este género dos especies que se describieron anteriormente por Eduard Voss como pertenecientes al género Plassoderinus: A. magambaensis y A. minutus. Esta es la lista de especies que lo componen:
- Aplassoderinus magambaensis Voss, 1925
- Aplassoderinus minutus Voss, 1928
- Aplassoderinus zairicus Legalov, 2007